# Echeandia lehmannii
Echeandia lehmannii är en sparrisväxtart som först beskrevs av John Gilbert Baker, och fick sitt nu gällande namn av Wessel Marais och Jacqueline Reilly. Echeandia lehmannii ingår i släktet Echeandia och familjen sparrisväxter. Inga underarter finns listade i Catalogue of Life.